# Vicenza Calcio 1989-1990
Questa voce raccoglie le informazioni riguardanti il Vicenza Calcio nelle competizioni ufficiali della stagione 1989-1990.

## Stagione
Nell'estate 1989 la società rilevata da Pieraldo Dalle Carbonare divenne Vicenza Calcio.
Cominciata l'era di Pieraldo Dalle Carbonare che chiama al suo fianco Sergio Gasparin, dirigente d'azienda con un ottimo curriculum di allenatore, nelle palazzine di via Schio si respira un'aria di epurazione: se ne vanno staff tecnico e medico, tutti gli impiegati e viene chiamato il tecnico Romano Fogli che dirige una vera e propria rivoluzione nei ranghi della squadra.
I primi segnali sono deludenti (come la sconfitta contro il Valdagno in Coppa Italia Serie C) ed evidenziano subito delle lacune, che si cerca di colmare con il mercato di settembre, ma le cose non cambiano e a novembre viene esonerato il tecnico Fogli sostituito dallo stesso Gasparin: la musica non cambia e dopo l'ennesima sconfitta viene chiamato "il grande vecchio" Giulio Savoini che riesce nel miracolo di sbancare Modena alla penultima di campionato, vincere al Menti contro il Prato e guadagnarsi così lo spareggio di Ferrara contro gli stessi toscani.
Il 7 giugno 1990, davanti a ottomila tifosi che la seguono in terra estense, la squadra berica riesce a salvarsi.

## Calciomercato
| Acquisti | Acquisti             | Acquisti          | Acquisti      |
| R.       | Nome                 | da                | Modalità      |
| -------- | -------------------- | ----------------- | ------------- |
| P        | Ennio Dal Bianco     | Padova            | Fine prestito |
| P        | Giuseppe Marino      | Inter             |               |
| D        | Guido Belardinelli   | Trento            |               |
| D        | Luca Chiappino       | Spezia            |               |
| D        | Angelo Trevisan      | Empoli            |               |
| C        | Giuseppe Maria Butti | Palermo           |               |
| C        | Vladimiro Caramel    | Carpi             |               |
| C        | Giuseppe Carillo     | Carrarese         |               |
| C        | Mauro Conte          | Juventus          |               |
| C        | Alberto Giramonte    | Pollo Miglioranza |               |
| C        | Eraldo Pecci         | Bologna           |               |
| C        | Michele Pisasale     | Massese           |               |
| C        | Oscar Ettore Tacchi  | Spezia            |               |
| C        | Giorgio Zamuner      | Reggiana          |               |
| A        | Marco Romiti         | Casertana         |               |

| Cessioni | Cessioni            | Cessioni    | Cessioni      |
| R.       | Nome                | a           | Modalità      |
| -------- | ------------------- | ----------- | ------------- |
| P        | Fabio Brini         | Udinese     |               |
| P        | Massimo Mattiazzo   | -           | svincolato    |
| D        | Giuseppe Mascheroni | -           | svincolato    |
| D        | Danio Montani       | Spezia      |               |
| D        | Alfonso Bertozzi    | Verona      |               |
| D        | Luciano Miani       | -           | svincolato    |
| D        | Andrea Rocchigiani  | Arezzo      |               |
| C        | Gianni Bonfante     | Schio       |               |
| C        | Andrea Messersì     | Ancona      |               |
| C        | Fausto Pizzi        | Inter       | fine prestito |
| C        | Mauro Zironelli     | Fiorentina  |               |
| C        | Diego Bortoluzzi    | Atalanta    | fine prestito |
| C        | Giuseppe Degradi    | Alessandria |               |
| C        | Massimo Falconi     |             | fine prestito |
| A        | Claudio Clementi    | Giarre      |               |
| A        | Marco Nicoletti     | Vogherese   |               |

## Rosa
| N. |                   | Ruolo | Calciatore            |
| -- | ----------------- | ----- | --------------------- |
|    | Italia (bandiera) | P     | Fabio Marchioro       |
|    | Italia (bandiera) | P     | Giorgio Sterchele     |
|    | Italia (bandiera) | P     | Ennio Dal Bianco      |
|    | Italia (bandiera) | D     | Giuseppe Marino       |
|    | Italia (bandiera) | D     | Gianfranco Zanotto    |
|    | Italia (bandiera) | D     | Michele Albarello     |
|    | Italia (bandiera) | D     | Guido Belardinelli    |
|    | Italia (bandiera) | D     | Luca Chiappino        |
|    | Italia (bandiera) | D     | Stefano Sanson        |
|    | Italia (bandiera) | D     | Angelo Trevisan       |
|    | Italia (bandiera) | D     | Marco Mazzoli         |
|    | Italia (bandiera) | C     | Piergiorgio Zanandrea |
|    | Italia (bandiera) | C     | Emanuele Pellizzaro   |

| N. |                   | Ruolo | Calciatore            |
| -- | ----------------- | ----- | --------------------- |
|    | Italia (bandiera) | C     | Giuseppe Maria Butti  |
|    | Italia (bandiera) | C     | Vladimiro Caramel     |
|    | Italia (bandiera) | C     | Giuseppe Carillo      |
|    | Italia (bandiera) | C     | Mauro Conte           |
|    | Italia (bandiera) | C     | Alberto Giramonte     |
|    | Italia (bandiera) | C     | Eraldo Pecci          |
|    | Italia (bandiera) | C     | Michele Pisasale      |
|    | Italia (bandiera) | C     | Luca Rebellin         |
|    | Italia (bandiera) | C     | Oscar Tacchi          |
|    | Italia (bandiera) | C     | Giorgio Zamuner       |
|    | Italia (bandiera) | A     | Aldo Cantarutti       |
|    | Italia (bandiera) | A     | Massimiliano De Mozzi |
|    | Italia (bandiera) | A     | Marco Romiti          |

## Risultati

### Serie C1

#### Girone di andata
| 1989 1ª giornata | Spezia | 2 – 1 | Vicenza |  |

| 1989 2ª giornata | Vicenza | 2 – 1 | Lucchese |  |

| 1989 3ª giornata | Arezzo | 0 – 0 | Vicenza |  |

| 1989 4ª giornata | Piacenza | 1 – 0 | Vicenza |  |

| 1989 5ª giornata | Vicenza | 1 – 0 | Mantova |  |

| 1989 6ª giornata | Trento | 2 – 0 | Vicenza |  |

| 1989 7ª giornata | Vicenza | 1 – 1 | Montevarchi |  |

| 1989 8ª giornata | Venezia | 2 – 1 | Vicenza |  |

| 1989 9ª giornata | Vicenza | 2 – 1 | Casale |  |

| 1989 10ª giornata | Derthona | 0 – 0 | Vicenza |  |

| 1989 11ª giornata | Vicenza | 1 – 1 | Chievo |  |

| 1989 12ª giornata | Vicenza | 0 – 0 | Empoli |  |

| 1989 13ª giornata | Alessandria | 0 – 0 | Vicenza |  |

| 1989 14ª giornata | Vicenza | 0 – 0 | Carrarese |  |

| 1989 15ª giornata | Carpi | 1 – 1 | Vicenza |  |

| 1990 16ª giornata | Vicenza | 0 – 2 | Modena |  |

| 1990 17ª giornata | Prato | 1 – 0 | Vicenza |  |

#### Girone di ritorno
| 1990 18ª giornata | Vicenza | 1 – 1 | Spezia |  |

| 1990 19ª giornata | Lucchese | 1 – 1 | Vicenza |  |

| 1990 20ª giornata | Vicenza | 0 – 0 | Arezzo |  |

| 1990 21ª giornata | Vicenza | 0 – 0 | Piacenza |  |

| 1990 22ª giornata | Mantova | 1 – 0 | Vicenza |  |

| 1990 23ª giornata | Vicenza | 2 – 1 | Trento |  |

| 1990 24ª giornata | Montevarchi | 0 – 0 | Vicenza |  |

| 1990 25ª giornata | Vicenza | 1 – 2 | Venezia |  |

| 1990 26ª giornata | Casale | 1 – 0 | Vicenza |  |

| 1990 27ª giornata | Vicenza | 4 – 0 | Derthona |  |

| 1990 28ª giornata | Chievo | 4 – 0 | Vicenza |  |

| 1990 29ª giornata | Empoli | 1 – 0 | Vicenza |  |

| 1990 30ª giornata | Vicenza | 1 – 0 | Alessandria |  |

| 1990 31ª giornata | Carrarese | 1 – 0 | Vicenza |  |

| 1990 32ª giornata | Vicenza | 1 – 1 | Carpi |  |

| 1990 33ª giornata | Modena | 0 – 1 | Vicenza |  |

| 1990 34ª giornata | Vicenza | 3 – 1 | Prato |  |

#### Spareggio salvezza
| Arbitro: | Cesari (Genova) |

|                          |           |  |
| Zamuner 58’ Tacchi 90+5’ | Marcatori |  |

## Coppa Italia Serie C

### Fase a Gironi
| 1989 1ª giornata | Cittadella | 1 – 1 | Vicenza |  |

| 1989 2ª giornata | Vicenza | 1 – 1 | Trento |  |

| 1989 3ª giornata | Venezia | 0 – 0 | Vicenza |  |

| 1989 4ª giornata | Vicenza | 1 – 2 | Valdagno |  |

| 1989 5ª giornata | Chievo | 0 – 0 | Vicenza |  |

| 1989 6ª giornata | Vicenza | 1 – 0 | Treviso |  |

## Statistiche

### Statistiche di squadra
| Competizione         | Punti | In casa | In casa | In casa | In casa | In casa | In casa | In trasferta | In trasferta | In trasferta | In trasferta | In trasferta | In trasferta | Totale | Totale | Totale | Totale | Totale | Totale | DR |
| Competizione         | Punti | G       | V       | N       | P       | Gf      | Gs      | G            | V            | N            | P            | Gf           | Gs           | G      | V      | N      | P      | Gf     | Gs     | DR |
| -------------------- | ----- | ------- | ------- | ------- | ------- | ------- | ------- | ------------ | ------------ | ------------ | ------------ | ------------ | ------------ | ------ | ------ | ------ | ------ | ------ | ------ | -- |
| Serie C1             | 30    | 17      | 7       | 8       | 2       | 20      | 12      | 17           | 1            | 6            | 10           | 5            | 18           | 34     | 8      | 14     | 12     | 25     | 30     | -5 |
| Coppa Italia Serie C | -     | 3       | 1       | 1       | 1       | 3       | 3       | 3            | 0            | 3            | 0            | 1            | 1            | 6      | 1      | 4      | 1      | 4      | 4      | 0  |
| Totale               | 30    | 20      | 8       | 9       | 3       | 23      | 15      | 20           | 1            | 9            | 10           | 6            | 19           | 40     | 9      | 18     | 13     | 29     | 34     | -5 |